# 卡萝尔·库克
卡萝尔·库克（英語：Carol Cooke，1961年8月6日—），澳大利亚女子自行车运动员。她曾代表澳大利亚参加2012年、2016年和2020年夏季残疾人奥林匹克运动会自行车比赛，获得三枚金牌和一枚银牌。